# Volkszählung in der Europäischen Union 2011
Die Volkszählung 2011 (in Deutschland Zensus 2011) war die erste gemeinsame Volkszählung in den Mitgliedstaaten der Europäischen Union. Stichtag für die Erhebung war Montag, der 9. Mai 2011 (Europatag). Die Ergebnisse der Auswertung werden seit Mai 2013 schrittweise veröffentlicht. In Deutschland wurden am 31. Mai 2013 die Einwohnerzahlen für Bund, Länder und Kommunen sowie Ergebnisse aus der Gebäude- und Wohnungszählung bekanntgegeben.

## Rahmenvorgaben der Europäischen Union

### Vorgeschichte
In der Vergangenheit haben die Mitgliedstaaten der Europäischen Union in Eigenregie Volkszählungen durchgeführt, die aufgrund unterschiedlicher Fragenkataloge nur schwer miteinander vergleichbar waren. Auch die unterschiedlichen Erhebungsstichtage bzw. -zeiträume wichen erheblich voneinander ab. So fand zum Beispiel die letzte Volkszählung in der Bundesrepublik Deutschland 1987 statt; damals war Deutschland noch geteilt. Die letzte Volkszählung in der DDR fand 1981 statt. In Österreich erfolgt (mit Unterbrechungen) seit dem 19. Jahrhundert alle 10 Jahre eine Volkszählung. Die Volkszählung 2011 liegt in der Zeitreihe der letzten Zählung von 2001. 2000/2001 fand ein EU-weiter Zensus statt, an dem jedoch Deutschland und Schweden nicht teilnahmen. Zukünftig sollen alle zehn Jahre europaweite Volkszählungen folgen.

### Zielsetzungen
Durch die gemeinsame Volkszählung sollen verschiedene von Eurostat genutzte Daten, die eine wichtige Rolle für die Politik der Europäischen Union spielen, eine gemeinsame Grundlage bekommen sowie zuverlässig und vergleichbar werden. Beispielsweise ist die Zuteilung von finanziellen Mitteln aus den EU-Strukturfonds abhängig von der Demografie einer Region. Auch für das Stimmgewicht eines Landes im Ministerrat spielt die Einwohnerzahl eine wichtige Rolle.
Mit der Zählung sollen zumindest ab November 2012 europaweit vollständige Statistiken erstellbar sein. Einzelne Staaten haben eine Übersicht der Auswertung schon wenige Monate nach der Zählung publiziert.

### EU-Rechtliche Grundlagen
Die EU-Verordnung 763/2008 vom 9. Juli 2008 verpflichtete die Mitgliedstaaten der Europäischen Union dazu, Daten anhand eines festgelegten Katalogs von Merkmalen für die Volkszählung 2011 zu erheben. Dadurch sollen die Ergebnisse EU-weit vergleichbar sein. Wie die Daten in den einzelnen Mitgliedstaaten erhoben werden, ist freigestellt.

### EU-Vorgaben zu den Themen der Volkszählung
Da die Volkszählung 2011 in der gesamten Europäischen Union stattfindet, hat die Gemeinschaft für alle Mitgliedsstaaten gültige Kriterien definiert, um vergleichbare Daten zu erhalten. In der Verordnung (EG) Nr. 763/2008 des Europäischen Parlaments und des Rates vom 9. Juli 2008 über Volks- und Wohnungszählungen, die im Amtsblatt der Europäischen Union (Ausgabe L218 vom 13. August 2008) veröffentlicht wurde und am 2. September desselben Jahres in Kraft trat. Zur Definitionen der Verwaltungseinheiten werden die Systeme NUTS und LAU verwendet. Außerdem gibt es in der Themenliste bei der Bevölkerung und den Wohnungen jeweils eine Unterscheidung zwischen abgeleiteten und nicht abgeleiteten Themen.
Auf den Ebenen NUTS 3 und LAU 2 werden persönliche Daten wie Wohnort, Geschlecht, Alter, Familienstand und Staatsangehörigkeit erhoben, aus denen Erkenntnisse über die Gesamtbevölkerung, die Haushalte und Kernfamilien abzuleiten sind. Auf nationaler Ebene und bei den NUTS 1 und NUTS 2 kommen Informationen über Bildung und Berufstätigkeit hinzu. Die Statistiken zu den Wohnungen beinhalten unter anderem Angaben zur Art der Unterkunft/Wohnung, den Bewohnern, der Nutzfläche und dem Baujahr sowie als abgeleitetes Thema die Wohnungsdichte.

## Nationales

### Deutschland

Zensus 2011

In Deutschland wird der Zensus in einem registergestützten Verfahren durchgeführt.

#### Deutsche Zensusgesetze
Mit einem Kabinettsbeschluss vom 29. August 2006 entschied die damalige Bundesregierung von CDU/CSU und SPD, dass sich Deutschland mit einem registergestützten Verfahren am EU-weiten Zensus 2011 beteiligt.
Am 12. Dezember 2007 wurde im Bundesgesetzblatt das Zensusvorbereitungsgesetz 2011 verkündet (BGBl. 2007 I S. 2808), das am folgenden Tag in Kraft trat. Zu den vorbereitenden Arbeiten, die in diesem Gesetz geregelt wurden, gehörte der Aufbau eines Anschriften- und Gebäuderegisters sowie die Übermittlung von Anschriften der Wohnungseigentümer. Die konkrete Durchführung des Zensus 2011 in Deutschland erfolgte gemäß dem Zensusgesetz 2011, das am 15. Juli 2009 im Bundesgesetzblatt verkündet wurde (BGBl. I S. 1781) und am Tage danach in Kraft trat. Dieses Gesetz definierte den Stichtag (9. Mai 2011), die Erhebungsmerkmale (Alter, Geschlecht, Schulabschluss, Wohnfläche etc.) und die Auskunftspflichtigen. Außerdem enthielt es Aussagen zu Zusammenführungen der Erhebungsteile und Löschungsfristen von Hilfsmerkmalen. Nach diesem Gesetz gewährte der Bund den Ländern zum Ausgleich der Kosten am 1. Juli 2011 eine Finanzzuweisung in Höhe von 250 Millionen Euro.
Der Arbeitskreis Zensus legte am 16. Juli 2010 eine Verfassungsbeschwerde gegen das Zensusgesetz ein (Az. 1 BvR 1865/10), die von 13.077 Bürgern unterstützt wurde. Das Bundesverfassungsgericht nahm die Beschwerde durch Beschluss vom 21. September 2010 nicht zur Entscheidung an.

#### Registergestützter Zensus
Im Unterschied zu früheren Jahrzehnten erfolgte keine traditionelle Volkszählung, bei der alle Einwohner befragt werden. Stattdessen wurden die meisten Daten aus Verwaltungsregistern – vor allem denen der Kommunen und der Bundesagentur für Arbeit – gewonnen. Diese Daten wurden mit drei Umfragen ergänzt und überprüft:
- Bei der Gebäude- und Wohnungszählung übermittelten die Eigentümer Informationen zu ihren Immobilien, über die es keine flächendeckenden Verwaltungsdaten gibt.
- Bei der Haushaltebefragung ermittelten Interviewer in zufällig ausgewählten Haushalten persönliche Daten der Bewohner. Diese Stichproben betreffen ungefähr zehn Prozent der Bevölkerung.
- Bei der Befragung der Sonderbereiche wurden Daten über die Einwohner in Pflegeheimen, Justizvollzugsanstalten und anderen besonderen Einrichtungen erhoben.

Das Verfahren des registergestützten Zensus soll zu ebenso belastbaren Ergebnissen führen wie eine traditionelle Volkszählung. Zugleich sollten für die Steuerzahler geringere Kosten anfallen. Während eine neue Zählung nach der herkömmlichen Methode nach Angaben des Deutschen Instituts für Wirtschaftsforschung schätzungsweise eine Milliarde Euro gekostet hätte, fallen nach dem neuen Modell Kosten von etwa 300 Millionen Euro an. Schätzungen des Statistischen Bundesamtes gingen von circa 1,4 Milliarden Euro für eine traditionelle Volkszählung und rund 450 Millionen Euro bei einem registergestützten Zensus aus. Das Informationsportal www.zensus2011.de nennt Gesamtkosten in Höhe von 710 Millionen Euro.

#### Durchführung der Umfragen

##### Gebäude- und Wohnungszählung
Alle Eigentümer oder Verwalter von Gebäuden und Wohnungen erhielten postalisch einen Fragebogen und waren zur wahrheitsgemäßen Auskunft verpflichtet. Die Fragen zu den Gebäuden bezogen sich auf die Art, das Baujahr und die Eigentumsverhältnisse sowie die Heizung. Bei den Wohnungen waren Angaben über die Bewohner, die Eigentümer, die Nutzung und die Größe gefordert. Die Wohnungseigentümer mussten die Fragebögen binnen 14 Tagen an die Behörden zurücksenden, um ein Mahnverfahren zu vermeiden.

##### Haushaltebefragung
Zur Durchführung der Haushaltebefragung beriefen die Erhebungsstellen bundesweit rund 80.000 Interviewer. Die Erhebungsbeauftragten besuchten in der Zeit zwischen dem 9. Mai und 31. Juli 2011 die zufällig ausgewählten Haushalte und befragten alle dort wohnenden Bürger mit Hilfe eines standardisierten Fragebogens. Alternativ zum persönlichen Interview in der Wohnung hatten die auskunftspflichtigen Bewohner die Möglichkeit, den Fragebogen eigenhändig auszufüllen und postalisch an die Erhebungsstelle oder online über die Website des Zensus 2011 zu übermitteln. Abgesehen von Diplomaten und Angehörigen ausländischer Streitkräfte waren alle ausgewählten Bürger gesetzlich zur wahrheitsgemäßen Beantwortung der Fragen verpflichtet; bei Verweigerung drohte die Anordnung eines Zwangsgeldes.
Der Fragebogen umfasste insgesamt 46 Fragen. Diese bezogen sich auf die Staatsangehörigkeit, die Religion, den Familienstand, die Zuwanderung in die Bundesrepublik, die schulische und berufliche Ausbildung und die aktuelle Berufstätigkeit. Menschen, die keiner öffentlich-rechtlichen Religionsgesellschaft angehörten, konnten in der achten Frage ihre Glaubensrichtung angeben. Das war die einzige freiwillig zu beantwortende Frage.

##### Befragung der Sonderbereiche
Die Befragung der Bürger in Wohnheimen und Gemeinschaftsunterkünften erfolgte auf ähnliche Weise wie bei der Haushaltebefragung. In den nicht-sensiblen Sonderbereichen mussten die Bewohner zusätzlich angeben, ob die Führung eines Haushalts möglich ist.
In sensiblen Einrichtungen wie Justizvollzugsanstalten, Notunterkünften oder psychiatrischen Kliniken wurden die Daten über die dort lebenden Menschen indirekt mit Hilfe der Einrichtungsleiter erhoben. Um die Bewohner in ihrer prekären Situation besonders zu schützen, waren die Fragen sehr eingeschränkt.

#### Wissenschaftliche Kontrolle
Die amtliche Statistik hat die neue Methode des Zensus in den Jahren 2001 bis 2003 getestet. Mit der Erforschung einer Methodik zur kleinräumigen Auswertung der Stichprobenergebnisse (Small-Area-Methoden) beschäftigten sich das Mannheimer Zentrum für Umfragen, Methoden und Analysen und der Lehrstuhl für Wirtschafts- und Sozialstatistik an der Universität Trier unter Leitung von Ralf Münnich. Dabei wurde ein Stichprobenplan entwickelt, der moderate Kosten und einen geringen Befragungsaufwand mit qualitativ hohen Angaben aus dem Zensus verbindet. Dafür sollten neue Erhebungsmethoden erforscht und auf ihre praktische Einsatztauglichkeit hin getestet werden.
Der Bundesminister des Innern berief am 14. September 2007 eine wissenschaftliche Kommission, die die Volkszählung und die Auswertung ihrer Daten wissenschaftlich begleiten und unterstützen soll. Zum Vorsitzenden der „Zensus-Kommission“ wurde der Vorsitzende des Rates für Sozial- und Wirtschaftsdaten, Gert G. Wagner berufen, Lehrstuhlinhaber für Volkswirtschaftslehre an der TU Berlin und Forschungsdirektor am DIW Berlin (Deutsches Institut für Wirtschaftsforschung). Die Zensuskommission hat die Aufgabe, die von den Statistischen Ämtern des Bundes und der Länder entwickelten Konzepte, Methoden und Verfahren für den registergestützten Zensus 2011, einschließlich der ergänzenden Stichprobe, zu prüfen, die entsprechenden Umsetzungsarbeiten kritisch und konstruktiv zu begleiten sowie Empfehlungen für das weitere Vorgehen auszusprechen.
Die Zensuskommission verabschiedete am 22. Januar 2009 eine Stellungnahme zum Merkmalskatalog im Kabinettsentwurf des Zensusanordnungsgesetzes (ZensusG2011). Darin bedauert sie ausdrücklich aus fachstatistischer Sicht die Beschränkung auf den EU-Pflichtkatalog und hält die von ihr geforderten Zusatzmerkmale weiter aufrecht. Ein Zensus-Merkmal der im Haushalt gesprochenen Sprache halten die Wissenschaftler als Integrationsindikator für deutlich aussagekräftiger als die Religionszugehörigkeit. Weitere geforderte Merkmale sind Anzahl der Kinder je Frau, Pendlerbeziehungen, Energiequelle der Heizung sowie Nettokaltmiete.

#### Kritik

##### Datenschutz

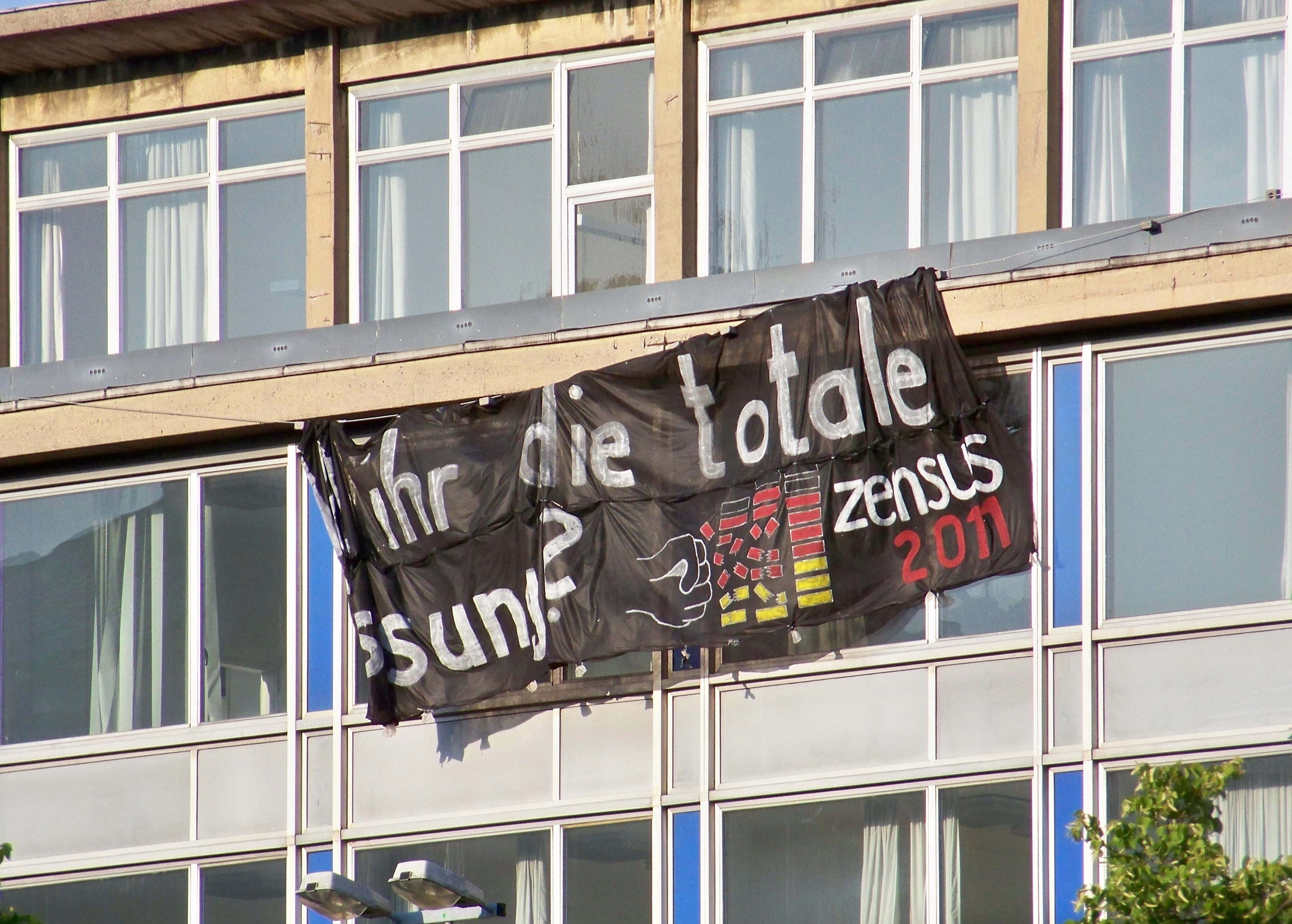
„Wollt ihr die totale Erfassung?“: Protestbanner an der alten Hauptpost in Leipzig (26. Juni 2011)

Datenschützer kritisieren die umfangreiche Sammlung persönlicher Daten durch den Staat ohne ausreichende Aufklärung der Bürger und befürchten angesichts möglicher Begehrlichkeiten bei Staat und Wirtschaft einen Missbrauch der sensiblen Informationen. Da persönliche Daten aus zahlreichen Quellen ohne die Einwilligung oder Benachrichtigung der Betroffenen zusammengefasst werden, würden die Daten von Meldeämtern und Behörden zweckentfremdet. Das verstoße gegen die Anforderungen aus dem Volkszählungsurteil von 1983. Ein Problem sehen die Datenschützer außerdem darin, dass zeitweise in einer zentralen Datensammlung unter anderem namentlich erfasst und gespeichert werde, wer beispielsweise eine Auskunftssperre eingerichtet hat. Davon seien Menschen aus Zeugenschutzprogrammen, ehemalige Nazis und Radikale, Stalking-Opfer, bestimmte Richter oder Prominente betroffen.
Das Statistische Bundesamt verweist auf das sogenannte Rückspielverbot, das eine Weitergabe der erhobenen Daten an andere Behörden ausschließt, und die frühestmögliche Löschung von Hilfsmerkmalen wie Namen und Anschriften. Den Datenschützern reichen diese Maßnahmen nicht. Auch nach einer Entfernung persönlicher Angaben aus der Datenbank ließen sich ihrer Meinung nach aus den „anonymisierten“ Daten mit Hilfe von Computern und Informationen aus anderen Quellen Re-Identifizierungen vornehmen. Eine echte Anonymisierung sei somit nicht gegeben.

##### Fragen zur Religion
Die Fragen nach der Zugehörigkeit zu einer Religionsgesellschaft und nach dem Glaubensbekenntnis sorgen ebenfalls für kontroverse Diskussionen. Nach Einschätzung von Kritikern gehen sie über den von der EU geforderten Umfang hinaus.
Die Frage 8 (Glaubensrichtung) ist freiwillig und kann nur dann beantwortet werden, wenn in Frage 7 (Religionsgesellschaft) die Mitgliedschaft zu „keiner öffentlich-rechtlichen Religionsgesellschaft“ angekreuzt wurde. Damit könnte ein Nutzer der Zensusdaten Mitglieder einer öffentlich-rechtlichen Religionsgemeinschaft automatisch als Anhänger der betreffenden Religion betrachten, egal wie ihr tatsächlicher Glaube ist. Hinzu kommt, dass Frage 8 in der Antwortmöglichkeit „Sonstige Religion, Glaubensrichtung oder Weltanschauung“ nicht weiter aufschlüsselt zwischen sonstigen religiösen Weltanschauungen und nichtreligiösen Weltanschauungen (z. B. Humanismus, Atheismus, Pazifismus). Der Sprecher des Statistischen Bundesamtes erklärte in diesem Zusammenhang: „Die Konsequenz daraus ist, dass bei den Zensusergebnissen die Gruppe der Atheisten (aber auch die der sonstigen Religionen) nicht nachweisbar ist. Das Ergebnis des Zensus wird also sein, dass wir Informationen über die großen (im Fragebogen explizit aufgeführten) religiösen Strömungen haben, über die Verbreitung sonstiger Religionen und des Atheismus aber nichts wissen werden.“  Das EU-Eurobarometer „Social Values, Science and Technology“ 2005 hatte Atheisten zuvor als gesonderte Gruppe erfasst.

##### Interviewer
Einige Erhebungsbeauftragte beendeten ihre Tätigkeit vorzeitig. Sie bemängelten den ihrer Meinung nach zu großen Arbeitsaufwand bei der Haushaltebefragung und kritisierten die unfreundlichen und abweisenden Reaktionen einiger auskunftspflichtiger Bürger.

##### Pannen
In Hamburg und Schleswig-Holstein sorgten ungerechtfertigte Mahnungen gegen angeblich säumige Haus- und Wohnungseigentümer für Verärgerung. Im Januar 2012 wurden im Auftrag des Statistischen Amtes für Hamburg und Schleswig-Holstein 50.000 Heranziehungsbescheide mit Androhung von Zwangsmaßnahmen verschickt, von denen eine Woche später 40.000 aufgrund von Fehlern bei einem beauftragten Unternehmen für nichtig erklärt werden mussten.

##### Porto
Mit der Ausgabe der Fragebögen, der Vorbefragung sowie der eigentlichen Gebäude- und Wohnungszählung wurde von den Statistischen Ämtern der Länder ein Umschlag für die Rückantwort beigelegt. Diese Umschläge waren nicht portofrei, nach § 15 Absatz 3 Bundesstatistikgesetz war eine Erstattung der Kosten nicht vorgesehen. Bei Teilen der Befragten sorgte die Erhebung des Portos für Unmut.

#### Ergebnis
Die zum 31. Dezember 2011 fortgeschriebene Einwohnerzahl Deutschlands wurde auf Grundlage der Volkszählungsergebnisse nachträglich auf 80.327.900 korrigiert. Sie lag damit um etwa 1,5 Mio. Einwohner (1,8 %) niedriger als die auf Grundlage der Fortschreibung der Volkszählung in der Bundesrepublik Deutschland 1987 und der Registerdaten der Neuen Bundesländer vom 3. Oktober 1990 fortgeschriebenen Zahlen.
In Folge der veränderten relativen Bevölkerungsanteile der Bundesländer kam es zu Umverteilungen beim Länderfinanzausgleich und der Umsatzsteuerverteilung. Die aufgrund des Zensus 2011 ermittelten Daten bleiben bis zur Volkszählung in Deutschland 2022 maßgeblich.
Die Bevölkerungsfortschreibung bis zum Jahr 2018 auf Grundlage des Zensus 2011 hat das Statistische Bundesamt am 13. Juli 2020 vorgelegt.

#### Gerichtsverfahren

Vergleich der Einwohnerzahlen für Hamburg. Der Zensus 2011 (blau) ergab eine geringere Anzahl als das Melderegister (rot).

Mit Normenkontrollanträgen zum Bundesverfassungsgericht (BVerfG) wandten sich die Senate von Berlin und Hamburg gegen die Methoden zur Ermittlung der amtlichen Einwohnerzahlen. In beiden Stadtstaaten hatte die Erhebung geringere Einwohnerzahlen ergeben als im Melderegister ausgewiesen, was zu Einbußen beim Länderfinanzausgleich geführt hatte. Mit Urteil vom 19. September 2018 stellte das BVerfG jedoch die Verfassungsmäßigkeit der angegriffenen Bestimmungen in den deutschen Zensusgesetzen fest.
Zahlreiche Gemeinden klagten gegen die Feststellung der bereinigten Einwohnerzahlen durch die Statistischen Landesämter vor den Verwaltungsgerichten, weil sie Einbußen im kommunalen Finanzausgleich befürchteten. Diese blieben weitgehend erfolglos, auch unter Berufung auf das Urteil des BVerfG vom 19. September 2018.

### Österreich
In Österreich entfiel das Ausfüllen von Fragebögen für einen Großteil der Bevölkerung, da eine Registerzählung durchgeführt wurde. Die Presse nannte sie „die Volkszählung, die keiner bemerkt“.

#### Methodik der Volkszählung
Für die Volkszählung wurde für die Statistik Austria (STAT), das österreichische statistische Zentralamt, eine spezielle Dataminingsoftware entwickelt, mit der die Dateneinholung, -verknüpfung, -verarbeitung, -analyse und -aufbereitung über ein zentrales Data-Warehouse umgesetzt wurde. Ausgewertet wurden dabei die bei anderen österreichischen Behörden, Dienststellen und anderen Institutionen schon vorhandenen Datensätze. Laut Statistik Austria beliefen sich die Kosten auf 9,9 Millionen Euro, während bei der traditionellen Methode 72 Millionen Euro zu veranschlagen gewesen wären. Getestet war das System mit der Probezählung mit Stichtag 31. Oktober 2006 worden, bei der österreichweit stichprobenartig mit Fragebögen Daten erhoben wurden, und mit denen die konsolidierten Registerdaten überprüft wurden.

#### Datenquellen und Datenschutz
Erfasst werden bei der Volkszählung 2011 insgesamt 15 Datenbanken:
| Basisregister (Basisdaten) - ZMR – Zentrales Melderegister als Personenregister (BMI) - GWR – Gebäude- und Wohnungsregister (STAT) - UR – Unternehmensregister (einschl. LFR – Land- und Forstwirtschaftliches Betriebs- und Unternehmensregister) (STAT) - Hauptverband der österreichischen Sozialversicherungsträger (HVSV) - Steuerdaten (BMF) - AMS für Arbeitslose und Drittstaatsbeschäftigte (AMS) - BSR – Bildungsstandregister - Schüler- und Hochschülerbestände (STAT) | Ergänzungsregister (Vergleichsdaten) - Familienbeihilfenregister (BMSG) - Personalinformationssystem des Bundes (BKA) - Personalinformationssysteme der Bundesländer - Zentrales Fremdenregister (BMI) - Daten der Sozialhilfeträger der Länder - Präsenz- bzw. Zivildiener-Datei (BMLV bzw. BMI) - KFZ-Register (BMI) |

In diesen Quellen sind alle von Seiten der EU geforderten Daten schon erfasst.
Die Datensätze sind laut Bundesgesetz über den Schutz personenbezogener Daten schon in den Spezialdatenbanken anonymisiert und werden erst bei der Statistik Austria in einem 127-stelligen Verschlüsselungscode der Person zusammengeführt, der laut Statistik Austria auch modernsten Anforderungen genügende Datensicherheit gewährleisten soll. Die rechtlichen Grundlagen dafür wurden mit dem E-Government-Gesetz geschaffen, die Technologie wurde zusammen mit den für den Datenschutz und das e-Government zuständigen Stellen im Bundeskanzleramt entwickelt. Nur in extremen Ausnahmefällen von Datenunstimmigkeiten werden die Daten unter Aufsicht der Datenschutzkommission, der Stammzahlenregisterbehörde, zu einer Person zurückgeführt. Um „Meldetourismus“ seitens der Gemeinden zu verhindern – in der Versuchung, möglichst hohe Einwohnerzahlen und damit bessere Förderungsanteile zu erzielen – wurde kurzfristig die Erfassung für gemeldete Wohnsitze auf durchgehend 180 Tage vor Stichtag ausgedehnt. Von kritischen oder sensiblen Punkten, die etwa in Deutschland wieder zu heftigen Diskussionen geführt haben, im Besonderen der Erhebung der Religionszugehörigkeit, wurde von vornherein Abstand genommen.

#### Auswertungssoftware und Publikation
Die von Statistik Austria gelieferten Originaldaten in der ursprünglichen Form werden während der so genannten (Staging Area) gespiegelt. Anschließend erfolgt von dort eine Übertragung in die Verknüpfungsdatenbank, dem so genannten Central Datawarehouse (CDW).
Damit geht die Originalquelle auch bei Auswertungsprozessen aller Art nicht verloren, sondern bleibt als Referenzmaterial immer verfügbar. Außerdem wurde ein für amtlich-statistische Zwecke optimiertes Frontend mit dem Hersteller erarbeitet.
Publiziert werden die Ergebnisse wie üblich im Statistischen Jahrbuch Österreichs, dessen Band 2011 schon im Sommer des Jahres erschienen ist (historisch gab es Zählungen, in denen die Auswertung erst vier Jahre danach abgeschlossen war), und das frei zugänglich ist, sowie zahlreichen Detailauswertungen, die teilweise in den anderen Spezialpublikationen (wie dem Ortsverzeichnis zum Bevölkerungsstand) und auf der Website der Statistik Austria publiziert werden. Außerdem bietet die Statistik Austria als moderner Dienstleister – im strengen Rahmen der Datenschutzgesetzgebung – auch entgeltliche Bestellmöglichkeit für spezifischere Statistiken an.

#### Endgültige Ergebnisse der Registerzählung 2011
Am 21. Juni 2013 gab Statistik Austria die endgültigen Ergebnisse der Registerzählung 2011 in einer Pressemitteilung bekannt. Darin wird als Bevölkerung für Österreich die Zahl von 8.401.940 genannt, was gegenüber der vorherigen Volkszählung 2001 ein Plus von 4,6 Prozent bedeutet. Als einziges Bundesland hat demnach Kärnten Einwohner verloren.

#### Ausblick auf zukünftige Zählungen
Die neue Software erlaubt auch, künftig jährlich eine Kleinzählung durchzuführen, die dem Finanzausgleich zwischen Bund, Ländern und Gemeinden kontrolliert zugrunde gelegt werden kann – vorher waren diese Daten immer veraltet und mussten extrapoliert werden.